# 1991年4月逝世人物列表
1991年逝世人物列表：1月 - 2月 - 3月 - 4月 - 5月 - 6月 - 7月 - 8月 - 9月 - 10月 - 11月 - 12月
1991年4月逝世人物列表，是用於匯總1991年4月期間逝世人物的列表。

## 依日期排序

### 1日
- 安格斯·卡梅隆，61歲，蘇格蘭橄欖球運動員。
- 喬恩·伊爾德利，62歲，美國小號手。
- 瑪莎·葛蘭姆，96歲，美國舞蹈家和編舞家[1]
- 法蘭基·古斯汀，71歲，美國棒球運動員。[2]
- 海梅·古茲曼，44歲，智利政治家
- 喬治·李，71歲，英格蘭足球運動員。[3]
- 埃迪·米勒，79歲，美國爵士音樂家[4]
- 保罗·穆万加，66歲，烏干達政治家，總統（1980年）。[5]
- 比亞尼·內倫，67歲，挪威爵士音樂家。
- 德特勒夫·卡斯坦·羅偉德，58歲，德國政治家，被槍殺。
- 麗娜·澤廖納亞，89歲，蘇聯女演員，歌手和喜劇演員，癌症。

### 2日
- 諾埃爾·喬治·布特林，69歲，澳大利亞經濟歷史學家。
- 吉薩·吉爾特，90歲，奧地利女演員和編舞家。
- 肯·岡寧，76歲，美國籃球運動員。[6]
- 成舍我，92歲，中國記者、出版人和教育家。
- 羅伯特·維龍-拉克魯瓦，68歲，法國大鍵琴演奏家和鋼琴家。[7]

### 3日
- P·K·巴拉克里希南，66歲，印度小說家。
- 弗雷德·卡波塞拉，88歲，美國賽馬播音員，中風。
- 查理斯·戈倫，90歲，美國橋牌運動員。[8]
- 格雷厄姆·格林，86歲，英國作家[9]
- 約翰·馬倫，66歲，美國職業棒球大聯盟高管。
- 科羅爾·蘭斯伯里，61歲，澳大利亞作家[10]
- 艾倫·斯圖爾特·奧爾，80歲，英國大律師。
- 喬圖尼森-瓦爾布爾，71歲，荷蘭奧運會標槍運動員（1948年）。[11]

### 4日
- 埃德蒙·亞當凱維奇，70歲，德國足球運動員。
- 馬克斯·弗里施，79歲，瑞士劇作家和小說家[12]
- 路易·古列爾米，75歲，法國作曲家。[13]
- 約翰·海因茨，52歲，美國政治家，美國眾議院議員（1971-1977）和參議院議員（自1977年起）[14]
- 格雷厄姆·英格斯，75歲，美國漫畫家。
- 約翰尼·摩爾，89歲，美國棒球運動員。[15]

### 5日
- 諾娜·巴拉基安，72歲，美國文學評論家和編輯。[16]
- 傑拉爾德·布萊克，62歲，英國電視導演。[17]
- 桑尼·卡特，43歲，美國宇航員，飛機失事。
- 第一代利斯爾子爵威廉·西德尼，81歲，英裔澳大利亞政治家，澳大利亞總督（81-1961）。
- 伊芙·加內特，91歲，英國作家。
- 升田幸三，73歲，日本職業將棋選手。
- 伊日·穆夏，76歲，捷克斯洛伐克記者[18]
- 約翰·塔爾，65歲，美國政治家，美國參議院議員（1961-1985）[19]
- 雷納托·圖裡，70歲，義大利演員和配音演員。

### 6日
- 艾德·克拉尼，86歲，美國電臺主管。[20]
- 鄧尼斯·克羅斯，66歲，美國演員
- 路易·若瑟，89歲，法國政治家。[21]
- 華金·諾格拉斯·瑪律克斯，84歲，西班牙奧運會馬術運動員（1948年、1952年、1956年）。[22]
- 比爾·龐斯福德，90歲，澳大利亞板球運動員。[23]

### 7日
- 科拉·杜波依斯，87歲，美國人類學家[24]
- 亨利·格洛弗，69歲，美國詞曲作者[25]
- 韋拉·納博科夫，89歲，蘇裔瑞士翻譯。
- 露絲·佩奇，92歲，美國芭蕾舞演員。[26]

### 8日
- 丁克·卡羅爾，91歲，加拿大體育記者。
- 皮埃爾·格雷瓜爾，83歲，盧森堡政治家。
- 海姆·哈納尼，78歲，波蘭裔以色列數學家。[27]
- 馬克斯·雅諾夫斯基，78-79歲，德裔美國作曲家。[28]
- 佩爾·奧林，22歲，瑞典黑金屬音樂家
- 保羅·索爾納，79歲，德國奧運賽艇運動員（1936年）。
- 克利斯蒂安·奧斯瓦爾德·維德羅，84歲，法羅群島牧師和翻譯。
- 蒂洛·弗賴赫爾·馮·貝爾萊普施，77歲，德國演員。[29]

### 9日
- 莫裡斯·賓德，72歲，美國電影標題設計師[30]
- 诺里斯·鲍登，64歲，加拿大花樣滑冰運動員。[31]
- 安東尼·迪涅夫，80歲，比利時自行車運動員。
- 威廉·米姆斯，64歲，美國演員，心臟驟停。
- 福里斯特·汤斯，77歲，美國田徑運動員[32]

### 10日
- 奥托·伯格，84歲，挪威奧運會跳遠運動員（1936年）。[33]
- 凯文·彼得·霍尔，35歲，美國演員[34]
- 瑪麗安·凱撒，58歲，波蘭賽車手。
- 娜塔莉·謝弗，90歲，美國女演員[35]
- 保羅·斯塔德，80歲，美國演員和特技演員
- 吴茵，81歲，中國女演員。

### 11日
- 切斯特·安德森，58歲，美國地下新聞詩人和編輯。[36]
- 弗雷德森·鮑爾斯，85歲，美國藏書家。[37]
- 沃克·庫珀，76歲，美國棒球運動員。[38]
- 多麗絲·德容，89歲，荷蘭奧運會擊劍運動員（1928年，1932年）。[39]
- 布魯諾·霍夫曼，77歲，德國玻璃豎琴手。
- 桑原幹根，95歲，日本政治家。
- 迪克·曼寧，78歲，俄裔美國詞曲作者。[40]
- 曼斯菲爾德的泰勒男爵伯納德·泰勒，95歲，英國政治家。

### 12日
- 吉恩·利拉德，77歲，美國棒球運動員。[41]
- 湯姆·羅斯奎，62歲，美國演員[42]
- 詹姆斯·斯凱勒，67歲，美國詩人[43]
- 奧維爾·沃格爾，83歲，美國科學家和小麥生物學家[44]
- 伊瓦爾·沃勒，92歲，瑞典理論物理學家。

### 13日
- 鮑比·博列洛，47歲，美國黑幫
- 塞爾大衛，58歲，法國賽車手。[45]
- 威廉·蘭茨基-奧托，82歲，丹麥圓號演奏家。[46]
- 卡列維·勞里拉，53歲，芬蘭冬奧會滑雪運動員（1964年、1968年）。[47]
- 里奧·羅達克，77歲，美國羽量級拳擊手。

### 14日
- 達利亞，66歲，印尼女演員，癌症。
- 蘭道夫·帕恰爾迪，92歲，意大利政治家。[48]
- 萊昂內洛·列維·桑德里，80歲，意大利政治家。[49]
- 約瑟夫·特科亞，66歲，波蘭-以色列外交官[50]

### 15日
- 弗朗西斯科·埃雷拉·盧克，63歲，委內瑞拉作家、精神病學家和外交官。
- 但丁·米蘭諾，91歲，巴西詩人。[51]
- 泰迪·彼得森，98歲，丹麥小提琴家。
- 埃裡希·讚德，86歲，德國奧運曲棍球運動員（1928年，1936年）。[52]

### 16日
- 钦本立，72歲，中國記者[53]
- 派翠克·貝爾金，1990年，愛爾蘭政治家和工會官員。
- 荷馬·比加特，83歲，美國記者[54]
- 約翰·V·布瑞克維爾，74歲，美國控制理論家。
- 鮑勃·迪爾，70歲，美國冰球運動員。
- 羅曼·賈辛斯基，84歲，波蘭芭蕾舞演員。[55]
- 大衛·萊恩，83歲，英國電影導演[56]
- 拉夫頓·龐德，57歲，北愛爾蘭工會主義政治家。

### 17日
- 喬瓦尼·馬拉戈迪，86歲，義大利政治家。[57]
- 邁克爾·朗，43歲，澳大利亞演員，肺癌。
- 萊斯·馬隆，85歲，美國棒球運動員。[58]
- 邁克爾·佩爾特維，74歲，英國編劇。[59]
- 塔德烏什·皮特爾茲科夫斯基，74歲，波蘭拳擊手和大屠殺倖存者。
- 傑克·耶倫，98歲，波蘭裔美國作詞家[60]

### 18日
- 羅恩·博徹，50歲，美國歌劇歌手[61]
- 加布里埃爾·塞拉亞，80歲，西班牙詩人。[62]
- 湯瑪斯·亞瑟·康諾利，91歲，美國羅馬天主教主教。[63]
- 馬丁·漢內特，42歲，英國唱片製作人
- 約翰·莫爾斯·海登，71歲，美國政治家。[64]
- 奥斯汀·布拉德福德·希尔，93歲，英國流行病學家。[65]
- 謝爾頓·鐘斯，69歲，美國棒球運動員。[66]
- 梅尼奧斯·庫索吉奧爾加斯，68-69歲，希臘政治家。
- 巴里·羅傑斯，55歲，美國長號手。[67]

### 19日
- 迪拉拉·阿里耶娃，61歲，蘇聯語言學家和翻譯
- 萊昂·福斯特，77歲，巴巴多斯板球運動員。[68]
- 裘蒂·岡恩，76歲，英國女演員。
- 斯坦利·霍伊斯，86歲，英裔澳大利亞電影製片人。
- 路易絲·迪金森·里奇，87歲，美國作家。[69]

### 20日
- 陳恭炎
- 海老原博幸，51歲，日本拳擊手。
- 肖恩·Ó·福蘭，91歲，愛爾蘭作家。[70]
- 安東·科茨格，71歲，捷克斯洛伐克裔加拿大數學家。
- 史蒂夫·萬豪，44歲，英國音樂家[71]
- 伊曼紐爾·恩蘇布加，76歲，烏干達羅馬天主教樞機主教。
- 唐·西格爾，78歲，美國電影導演[72]
- 尤睦佳·泽登巴尔，74歲，蒙古政治家[73]
- 巴基·沃爾特斯，82歲，美國棒球運動員。[74]

### 21日
- 理查·沃克·博林，74歲，美國政治家，美國眾議院議員（1949-1983）。[75]
- 威利·博斯科夫斯基，81歲，奧地利小提琴家。[76]
- 李卓敏，79歲，美籍華裔經濟學家和教育家。[77]
- 伯納德·萊德布爾，48歲，法國奧運亞軍（1964年）。[78]
- 阿列克謝·沃迪亞金，66歲，蘇聯足球運動員。
- 迪克·韋克，63歲，美國棒球運動員。[79]

### 22日
- 傑克·吉德·伯格，81歲，英國拳擊手。
- 安德魯·博伊爾，71歲，蘇格蘭記者和傳記作家。[80]
- 安妮·霍華德，66歲，美國女演員，腦溢血。
- 卡爾·克拉森，81歲，德國銀行家。[81]
- 米哈伊爾·梅斯基，54歲，格魯吉亞足球運動員。
- 西爾維奧·皮里洛，74歲，巴西足球運動員。[82]
- 傑森·理查·斯瓦倫，87歲，美國植物學家。
- 費里哈·泰夫菲克，80-81歲，土耳其女演員，腦溢血。

### 23日
- 保羅·布里克希爾，74歲，澳大利亞作家[83]
- 亞瑟·德魯尼安，82歲，土耳其裔美國記者[84]
- 威廉·多齊爾，83歲，美國電影和電視製片人[85]
- 洛克曼·侯賽因·法基爾，56歲，孟加拉國音樂家。
- 約翰尼·雷霆，38歲，美國音樂家[86]

### 24日
- 马里奥·阿基尼，75歲，義大利奧運賽艇運動員（1948年）。[87]
- 維爾納·諾依曼，86歲，德國音樂學家。[88]
- 哈康·特蘭伯格，74歲，挪威短跑運動員。
- 恰塔泰，91-92歲，土耳其足球運動員。[89]

### 25日
- 蘭貝托·V·阿維拉納，76歲，菲律賓電影導演。
- 拉茲·巴雷拉，66歲，古巴裔美國賽馬訓練師。[90]
- 卡爾·勃蘭特，76歲，美國作曲家。
- 邁克爾·庫寧，35歲，德國新納粹領導人
- 西奧·拉塞羅姆斯，51歲，荷蘭足球運動員[91]
- 安東尼奧·德·卡斯特羅·邁耶，86歲，巴西羅馬天主教主教[92]

### 26日
- 內特·安德魯斯，77歲，美國棒球運動員。[93]
- 利奧·阿諾，86歲，法裔美國作曲家。
- 戈登·查克，77歲，澳大利亞政治家。
- 卡明·科波拉，80歲，美國電影作曲家[94]
- 瑪麗·泰蕾茲·阿爾維尼，88歲，法國歷史學家。[95]
- 小AB·格思裡，90歲，美國作家。[96]
- 拉爾斯·霍爾，63歲，瑞典奧運會五項全能運動員（1952年、1956年）。[97]
- 理查·哈特菲爾德，60歲，加拿大政治家
- 亨利·利普森，81歲，英國物理學家[98]
- 埃齊奧·馬拉諾，63歲，義大利演員。
- 艾米莉·麥克勞克林，62歲，美國女演員[99]
- 威廉·安德魯·帕頓，101歲，美國會計學者。[100]
- 沃爾特·雷德，76歲，奧地利戰犯（Marzabotto大屠殺）。[101]
- 撒迪厄斯·安東尼·舒布斯達，66歲，美國天主教會主教。

### 27日
- 格奧爾格·埃內斯，70歲，德國政治家。
- 阿爾弗雷德·埃裡克森，72歲，挪威奧運擊劍運動員（1948年，1952年）。[102]
- 帕夫洛斯·奧科諾穆-古拉斯，93歲，希臘外交官。
- 羅伯特·維爾特，82歲，法國漫畫家
- 埃莉諾·雷米克·沃倫，91歲，美國作曲家。[103]

### 28日
- 曹玉清
- 史蒂夫·布洛伊迪，85歲，美國電影執行官，心臟病發作。
- 肯·柯蒂斯，74歲，美國演員[104]
- 让·古戎，77歲，法國自行車賽車手。[105]
- 阿爾佈雷希特·約瑟夫，89歲，德國劇作家、編劇和電影編輯。[106]
- 尼古拉·曼扎里，82歲，義大利電影製片人。[107]
- 弗洛德·麥基西克，69歲，美國律師和民權活動家，肺癌。
- 湯米保羅，82歲，美國拳擊手。[108]
- 普什帕瓦利，65歲，印度女演員，糖尿病。
- 伊加爾·羅登科，74歲，美國和平主義者和民權活動家。[109]
- 哈裡·索倫森，77歲，美國籃球運動員。
- 奧利·斯賓塞，60歲，美式橄欖球運動員[110]
- 斯坦·特納，64歲，英格蘭足球運動員。
- 威利·馮·凱內爾，81歲，瑞士足球運動員。

### 29日
- 克勞德·伽里瑪，77歲，法國出版商。[111]
- 岡薩吉尼亞，45歲，巴西歌手
- 喬伊斯·巴盧·格雷戈里，44歲，美國作家和養馬人[112]
- 傑基·塞爾，69歲，美國演員。

### 30日
- 西蒙·阿奇克吉揚，52歲，蘇聯亞美尼亞士兵和戰爭英雄
- 安德烈·巴多內爾，92歲，法國昆蟲學家。[113]
- 吉斯蘭·多曼吉，90歲，法國 - 摩納哥皇室成員和女演員，王妃（1946-1949）。[114]
- 塔图尔·克尔佩扬，26歲，蘇聯亞美尼亞士兵和戰爭英雄，被槍殺。
- 约萨斯·乌尔布斯，95歲，立陶宛外交官。[115]